# Jantra
Jantra (bugarski: Янтра) je rijeka u sjevernoj Bugarskoj. Duga je 285 km čime je treća najduža bugarska rijeka, ima površinu porječja od 7862 km2, te prosječni istjek 36,8 m3/s.
Jantra izvore iz sjevernog podnožja vrha Hadzhi Dimitar u središenjm dijelu Stare planine na 1340 metara. U svom gornjem toku često naziva Etar (Етър) prema svojem starom nazivu. U gornjem toku obala je uglavnom obrasla hrastovima. Rijeka se ulijeva u Dunav u blizini grada Svištova.
Posebnost rijeke su mnogi kanjoni od kojih je najveći dug oko 7 km u blizini Velikog Tarnova, od koje je rijeka plovna.  Veći gradovi na rijeci su Gabrovo, Veliko Trnovo, Gorna Orjahovica, Polski Trmbeš i Bjala, u blizini koje je poznati Belenski most.
Jantrska uvala na otoku Livingston na Antartici dobila je ime po rijeci Jantri.

### Ostali projekti
|  | Zajednički poslužitelj ima još gradiva o temi Jantra |